# Orden Otan
| Orden Otan   |
| ------------ |
| Orden        |
| Bandschnalle |

Der Orden Otan (kasachisch Отан ордені, russisch Орден Отан) ist eine Ehrenmedaille der Republik Kasachstan. Sie wurde nach der Unabhängigkeit Kasachstans im Jahr 1993 eingeführt.

## Vergabe
Der Orden Otan wird an Bürger für ihre herausragenden Leistungen
1. in öffentlichen und sozialen Aktivitäten,
2. in der wirtschaftlichen Entwicklung, des sozialen Bereiches, der Wissenschaft und Kultur und
3. im Wehrdienst und der Entwicklung der Demokratie und des sozialen Fortschritts

vergeben.

## Bisherige Träger (Auswahl)
- Qanat Saudabajew (* 1946), kasachischer Politiker
- Achmetschan Jessimow (* 1950), kasachischer Politiker
- Talghat Mussabajew (1951–2025), sowjetisch-kasachischer Kosmonaut
- Chiuas Dospanowa (1922–2008), sowjetisch-kasachische Luftwaffenoffizierin